# Турецкий для начинающих
«Туре́цкий для начина́ющих» (нем. Türkisch für Anfänger) — немецкий молодёжный телесериал.

## Сюжет
Жизнь обычных немецких подростков, брата и сестры Лены и Нильса, переворачивается с ног на голову. Их мама Дорис объявила им, что собирается съехаться со своим возлюбленным — отважным полицейским по имени Метин. Метин — немец турецкого происхождения, который так же в одиночестве воспитывает двоих детей — сына Чема и дочь Ягмур. Ягмур строго соблюдает все мусульманские традиции — молится 5 раз в день, носит хиджаб и не общается с мужчинами, а Чем считает себя настоящим горячим турецким мачо.
Лена и Нильс в шоке, ведь эти люди — их новая семья!
Проблемы в этой семье начинаются сразу: Чем и Ягмур порицают Лену за её любовь к откровенным нарядам и увлечениям мальчишками. Новоиспеченный «брат» строит козни ей и её бойфренду Акселю, те, в свою очередь, пытаются наладить личную жизнь самого горе-мачо Чема. За всем этим наблюдает целомудренная Ягмур.

### Первый сезон
Новая семья должна привыкнуть друг к другу — эта задача оказывается гораздо сложнее, чем казалось Дорис и Метину. Во-первых, Лена и Ягмур вынуждены делить одну комнату на двоих и это осложняет их отношения с самого начала, ведь Лена атеистка, а Ягмур благочестивая мусульманка, носит платок и молится пять раз в день. Во-вторых, Дорис тяжело привыкнуть к роли работающей матери четырёх детей вместо двух. Кроме того, она крайне безалаберная хозяйка и совсем не умеет готовить.
Тем временем Лена и Нильс должны привыкнуть и к новой школе, которая очень отличается от их прежней школы — в ней учится много выходцев из других стран. Спустя некоторое время Лена находит друга. Это Аксель, который быстро влюбляется в неё. Поначалу Лена пытается не допустить перехода дружбы в любовь, но позже они всё же становятся парой. Отношения в семье ещё больше осложняются, когда Чем признаётся Лене, что тоже любит её. Лене очень нравится сводный брат и она разрывается между Чемом и Акселем. У Дорис и Метина возникают проблемы с отцом Дорис — Германом, который обанкротился и приехал жить к старшей дочери. Он не любит иммигрантов.

### Второй сезон
После попытки самоубийства Акселя Лена решает остаться с ним и забыть о Чеме, но это оказывается не так просто. Чем случайно обнаруживает, что Аксель не пытался покончить с собой, а его просто сбил велосипедист, и пытается раскрыть Лене глаза на это обстоятельство, но она ему не верит. Когда правда всё же выплывает наружу, Лена прогоняет Акселя и надеется на отношения с Чемом. Однако тот, сильно обидевшись, не идёт на сближение. Дом становится совсем переполненным, когда младшая сестра Дорис, Диана, получает работу в школе, где учатся Лена, Чем, Ягмур и Нильс. Диана обнаруживает, что Нильс очень интеллектуально одарённый подросток, и уговаривает семью отправить его в школу-интернат для одарённых в Швейцарию. Дорис, боясь расставания со своим сыном, подделывает результаты пробного теста, который Нильс должен пройти для поступления. Она также убеждена, что у Нильса ум и способности музыканта, и он должен заниматься этим, а не математикой, чтобы не уподобиться деду, однако потом понимает, как это важно для сына, признаётся ему, что подделала результаты, в действительности равные 154 баллам, а не 84, и с трудом разубеждает сына, поверившего, что на самом деле он не гениально одарённый ученик.
Позже Чем, несколько смягчившись, решает попробовать построить отношения с Леной снова. Метин, считая себя плохим отцом, отправляет Чема (по его же настоянию) к проститутке, чтобы тот потерял свою девственность. Узнав об этом, Лена решает переспать с Акселем. Чем обнаруживает их в одной постели и в ярости убегает прочь, открыв Лене правду, что на самом деле не спал с проституткой. Он больше не хочет разговаривать с Леной, несмотря на её раскаяние. Тем временем Ягмур флиртует в Интернете с неизвестным мальчиком, который оказывается лучшим другом Чема — Костой, которого в жизни она не замечает. Коста несколько раз пытается раскрыться перед Ягмур, но его сильное заикание приводит к массе недоразумений.
Метин, после некоторых осложнений, делает Дорис предложение, она говорит «да». Её бывший гражданский муж, отец Лены и Нильса, узнаёт о предстоящей свадьбе, покидает Амазонские леса и приезжает в Германию, чтобы отговорить Дорис от свадьбы. Лена, по-прежнему влюблённая в Чема, знакомится в школе с Уллой — дочерью христианского пастора. Девочки становятся подругами. Они придумывают, как отомстить Чему: Улла должна влюбить его в себя, а потом бросить. Но неожиданно Улла сама влюбляется в Чема. Лена с помощью отца и его способностей к шаманизму пытается помешать этим отношениям.
В конце сезона, на свадьбе Дорис и Метина, Лена признаёт, что Чем и Улла любят друг друга, и решает им не мешать. Возвращается Аксель.
Ночью Чем и Улла обнимаются на постели первого, Аксель ночует в комнате Лены на полу у её кровати (с которой она его согнала), а Ягмур сбегает из дома с Костой.

### Третий сезон
Действие третьего сезона разворачивается через два года после окончания второго. За год до этого из Америки вернулась подруга Лены — Кати. Девушки оканчивают школу, а у Чема проблемы — он расстался с Уллой, провалил экзамены и в результате остаётся на второй год. Дорис настаивает, чтобы Лена получила «мужскую профессию», и уговаривает дочь поступить в университет на автомобилестроительный факультет. Лена не находит сил признаться матери, что хочет заниматься журналистикой. Кроме того, её устраивает отъезд из дома, ведь тогда она не будет видеть Чема, к которому по-прежнему испытывает чувства.
Спустя девять месяцев, Лена, выгнанная из университета за неуспеваемость, возвращается домой, а Чем не ходит в школу и развлекается, имея много женщин (впрочем, этим он скорее пытается заменить Лену, чьим именем даже называет, оговорившись, одну из девушек, прощаясь с ней утром). Лена же по-прежнему его любит. Но все тайное становится явным — родители узнают, что Чем и Лена обманывают их с учёбой. Отец Чема заставляет его работать в полиции стажёром, но тот, как всегда, всё портит и его выгоняют. Тем временем Лена с Кати стажируются на практике в редакции молодёжного журнала. На Лену положил глаз один стажёр из полиции по имени Марк, в которого, в свою очередь, безответно влюбляется Кати. Ягмур чувствует себя совершенно спокойно и уже спланировала правильное будущее жены и домохозяйки. Но собирается ли Коста действительно на ней жениться? И хочет ли Ягмур действительно всю жизнь носить свой платок? Ну, а чтобы дедушка Герми не был единственным пенсионером, в гости приезжает мама Метина — истинная турчанка, демонстративно придерживающаяся принципов Корана.
Лена и Чем снова вместе, но Лену это не устраивает, так как их отношения складываются в основном из-за секса. Желая выглядеть в её глазах настоящим мужчиной, способным обеспечить семью, Чем решает подзаработать денег и вместе с Костой и матерью Метина начинает изготовлять контрафактные копии футболок дорогих марок. Когда это раскрывается, Чему и Косте грозит до пяти лет тюрьмы, но им везёт, и их приговаривают к гражданской работе в доме престарелых. Лена приходит к выводу, что отношения ради секса, тем более с парнем, который так её обманывал (сначала говоря, что работает менеджером в ресторане, на деле давно закрытом, а затем — в первоклассном отеле), больше не нужны, и расстаётся с Чемом. В это время тяжело заболевает Герман, отец Дорис. Лена узнаёт, что беременна от Чема. Она приходит в замешательство, а потом, когда дедушке Герми становится плохо, сообщает ему эту новость, тем самым на время продлевая ему жизнь. Чем узнаёт, что Лена беременна, но, заключив по её поведению, что ребёнок от Марка, рекомендует ей сделать аборт (к чему её уже подстрекает Кати). Через некоторое время Лена действительно решается на аборт, но в тот момент, как ей нужно зайти в кабинет, ей звонит Герман и успешно отговаривает, после чего умирает. На обратном пути Лену перехватывают Кати и Чем, и последний наконец узнаёт, что ребёнок его. Они с Леной мирятся. В конце сезона Коста женится на Ягмур, Лена рожает Чему сына, а сам Чем становится полицейским, то есть добропорядочным гражданином.

## В главных ролях
| Актёр              | Роль                                 |
| ------------------ | ------------------------------------ |
| Йозефина Пройс     | Лена Шнайдер                         |
| Элиас М’Барек      | Чем Озтюрк                           |
| Пега Феридони      | Сестра Чема Ягмур Озтюрк             |
| Аднан Марал        | Отец Чема и Ягмур Метин Озтюрк       |
| Эмиль Райнке       | Брат Лены Нильс Шнайдер              |
| Анна Штайблих      | Мать Лены и Нильса Дорис Шнайдер     |
| Аксель Шрайбер     | Аксель Менде                         |
| Катарина Каали     | Сестра Дорис Диана Шнайдер           |
| Арнел Тачи         | Возлюбленный Ягмур Коста Папавассилу |
| Карл Хайнц Чойнски | Отец Дорис и Дианы Герман Шнайдер    |
| Кристина до Рего   | Подруга Лены Кати (Катарина Кун)     |

## Персонажи
- Лена (Хелена Клодетта) Шнайдер — главная героиня сериала. Девушка с сильным характером и свободными нравами. Была категорически против новых членов семьи. Была вынуждена при переезде делить комнату с Ягмур, с которой в начале спорила на все темы, особенно на тему роли женщины в исламе. Мечтает начать серьёзную любовь и долго не может сделать выбор. Какое-то время встречалась со своим другом Акселем и с Чемом, а также флиртовала со стажёром полиции Марком, в конце третьего сезона окончательно остаётся с Чемом и рожает ему сына.
- Нильс Шнайдер — младший брат Лены. В отличие от сестры он поддерживает решение матери съехаться с новой семьёй, и убеждает в этом Лену. Он отлично знает математику, из-за чего у него возникает конфликт с преподавателем математики, и она ставит ему двойки. В сериале присутствует весь первый сезон, а также в начале (до поступления в швейцарский колледж) и конце (на свадьбе Дорис и Метина) второго.
- Ягмур Озтюрк — очень религиозная мусульманка. Не ест свинину и молится 5 раз в день. Очень настырная, но при этом ответственная. Хочет в будущем выйти замуж за мусульманина и стать преданной домохозяйкой. В детстве потеряла мать и каждый год празднует её день рождения. Несмотря на религиозные нравы и национальные убеждения, нашла себе возлюбленного греческого происхождения и устроилась работать переводчицей в бундестаге.
- Чем (Чемиль) Озтюрк — старший брат Ягмур. Он атеист и даже порой издевается над сестрой из-за её религиозности. Пытается быть всегда крутым. Ладит с Метином. Влюблён в Лену, хотя в первом сезоне пытался строить отношения с Чинг, одноклассницей вьетнамского происхождения, а в конце второго сезона встречался с Уллой.
- Дорис
- Метин
- Аксель — первый парень Лены, а также её первый друг в новой школе. После гибели родителей посещает сеансы психотерапии у Дорис. Во втором сезоне переезжает к тёте в Австралию и появляется вновь только на свадьбе Дорис и Метина. Робкий и неуверенный в себе, но иногда может быть сильным и даже пойти на подлость.
- Коста — друг Чема, с которым они знакомы с подготовительных курсов в 8 классе. Он заикается, что делает его объектом насмешек в школе. Осознав свой недостаток, безуспешно пытается его преодолеть, но в конечном итоге это ему удаётся только с помощью Ягмур. В третьем сезоне с переменным успехом строит с последней отношения, а в конце сериала они женятся.
- Диана — младшая сестра Дорис. В начале второго сезона становится преподавателем в школе, где учатся Лена и Нильс, и бо́льшую часть времени проводит в доме Озтюрков-Шнайдеров. Несмотря на бо́льшую, по сравнению с сестрой, привлекательность для мужчин, никак не может построить стабильные отношения с кем-либо из них. Во многом поддерживает свою сестру (впрочем, соперничая с ней за внимание отца), племянников, Метина и его детей. Является любимой дочерью Германа Шнайдера, что последний, к вящему неудовольствию Дорис, часто подчёркивает.
- Герман Шнайдер — отец Дорис и Дианы, с которым у первой непростые отношения, так как она ревнует его к сестре. Он резок, вспыльчив, ворчлив; кроме того, не любит иммигрантов, однако впоследствии находит общий язык со всеми жителями дома Озтюрков-Шнайдеров. Участвовал во Второй Мировой войне, где и потерял ногу (что Дорис, однако, ставит под сомнение); тем не менее, в третьем сезоне находит себе возлюбленную еврейского происхождения.
- Ка́ти — подруга Лены. В первых двух сезонах находится по обмену в США, и Лена поддерживает с ней связь посредством видеосообщений. В третьем сезоне вместе с Леной заканчивает школу, после чего обе конкурируют за место практикантки в молодёжном журнале, что несколько негативно сказывается на их дружбе. Поддерживает и иногда наставляет Лену в отношениях с Чемом.

## Производство
Сериал с триумфом прошёл на немецком канале ARD и стал победителем нескольких международных конкурсов: «Prix Italia» (2006), «Golden Nymph» на фестивале в Монте-Карло (2006), «German Television Award» (2006) в номинации Best Series, «Reflet D’OR» (2006), «Grimme Preis» (2007).
Первый сезон — 12 серий, премьера прошла в марте 2006 года.
Второй сезон составил 24 серии и прошёл начиная с марта 2007 года.
Третий сезон — ещё 16 серий были показаны с ноября 2008 по февраль 2009 года.
В России сериал был переведён и транслировался каналом MTV Россия (в том числе под названиями «Уроки турецкого» и «Сумасшедшая семейка»). Премьера первого эпизода в России состоялась 11 февраля 2008 года.

## Спин-офф
В марте 2012 года вышел одноимённый полнометражный фильм. Премьера в России состоялась 26 сентября 2013 года. Фильм был снят всего за 37 дней. Сценаристы полностью изменили сюжет, но персонажи остались теми же.
По сюжету Лена — не особо довольная своей жизнью 19-летняя девушка, которой приходится спорить не только со своей матерью, нетрадиционным психотерапевтом, но и со своим бойфрендом, который хочет больше, чем она желает ему дать. Лена хочет только, чтобы все оставили её в покое, но этого, конечно, не происходит. Напротив, её мать дарит своей унылой дочери путешествие в Таиланд.
К сожалению мечтам о солнце, пляже и отвязных вечеринках не суждено сбыться в связи с падением самолёта. Дочь и мать выживают. Вместо того, чтобы встретиться в отеле, Лена оказывается на острове вместе с турецким мачо Чемом, его религиозной сестрой Ягмур и заикой Коста. В такой ситуации наступает хаос. В этоже время мать Лены встречает в отеле Метина, отца Чема и Ягмур.
Позже Бора Дагтекин сообщил, что планирует продолжение фильма, однако продолжение так и не было снято.

## Саундтрек
| - 1. Karpatenhund — Gegen den Rest - 2. Radiohead — No Surprises - 3. Sheryl Crow — Good Is Good - 4. Annett Louisan — Die Formel - 5. Soffy O — Everybody’s Darling - 6. James Kirk — Nilsson - 7. Natalie Imbruglia — Satisfied - 8. The Thrills — Not For All The Love In The World - 9. Laura Veirs — Galaxies - 10. The Magic Numbers — Forever Lost - 11. Shout Out Louds — A Track And A Train | - 12. The Coral — In The Morning - 13. Turin Brakes — Come And Go - 14. Werle & Stankowski — Beautiful Heart - 15. Handsome Boy Modeling School — Greatest Mistake (ft. Hall & Oates & Jamie Cullum) - 16. Mando Diao — Ringing Bells - 17. Isobel Campbell & Mark Lanegan — Honey Child What Can I Do? - 18. Britney Spears — Gimme More - 19. Chiara Civello — Here Is Everything - 20. Super Furry Animals — Hello Sunshine - 21. Psapp — Tricycle - 22. Coldplay — Everything’s Not Lost |

## Награды и номинации
| Награды и номинации | Награды и номинации                   | Награды и номинации                             | Награды и номинации | Награды и номинации |
| Год                 | Награда                               | Категория                                       | Итог                |                     |
| ------------------- | ------------------------------------- | ----------------------------------------------- | ------------------- | ------------------- |
| 2006                | Deutscher Fernsehpreis                | Лучший сериал                                   | Победа              |                     |
| 2006                | Международный кинофестиваль в Женеве  | Лучший иностранный сериал                       | Победа              |                     |
| 2006                | Телевизионный фестиваль в Монте-Карло | Лучший европейский продюсер комедийного сериала | Победа              |                     |
| 2006                | Prix Italia                           | Лучший телевизионный драматический сериал       | Победа              |                     |
| 2007                | Премия им. Адольфа Гримме             | Лучшая развлекательная программа                | Победа              |                     |
| 2007                | German Comedy Awards                  | Лучший комедийный сериал                        | Номинация           |                     |
| 2008                | Banff Television Festival             | Лучший сериал                                   | Победа              |                     |
| 2009                | Золотая Роза                          | Лучший ситком                                   | Номинация           |                     |
| 2009                | Телевизионный фестиваль в Монте-Карло | Лучший европейский продюсер комедийного сериала | Победа              |                     |
| 2009                | Международная Эмми                    | Лучший комедийный сериал                        | Номинация           |                     |